# Castellvell
Castellvell (oficialmente en catalán Castellvell del Camp) es un municipio español de la comarca catalana del Bajo Campo, Tarragona. Cuenta con una población de 2995 habitantes (INE 2024).

## Historia
En documentos de 1336 aparece citado Castri Veteri, terminus de reddis. El topónimo Castellvell no figura antes de 1409. Sin embargo, no existe ninguna evidencia arqueológica de la existencia de un castillo en el municipio.
Participó en la Comuna del Campo hasta 1586. Perteneció al término de Reus pero tenía un término municipal propio, marcado en 1206 por el arzobispo Ramón de Rocabertí; al poco tiempo quedó limitado a la zona en la que se encontraba el casco urbano. En 1663 se nombró un procurador con objeto de intentar recuperar la posesión de las tierras. En 1825 aún tenía limitado el término a la zona urbana. Los límites actuales del municipio quedaron fijados el 29 de abril de 1854.
La ciudad fue amurallada durante la Guerra de los Segadores. Sirvió de refugio del bandolero Carrasclet en 1719.

## Geografía humana

### Demografía
Cuenta con una población de 2995 habitantes (INE 2024).
| Gráfica de evolución demográfica de Castellvell entre 1842 y 2021 |
| |
| Población de derecho según los censos de población del INE Población de hecho según los censos de población del INEEn estos censos se denominaba Castellvell: 1842, 1857, 1860, 1877, 1887, 1897, 1900, 1910, 1920, 1930, 1940, 1950, 1960, 1970 y 1981 |

### Economía
La principal actividad económica de la población es la agricultura. Destacan el cultivo de olivos y avellano; quedan también algunas plantaciones de algarrobos aunque han ido disminuyendo. 
Debido a la proximidad con Reus, muchos de los habitantes de Castellvell trabajan en ese municipio.

## Cultura
La iglesia parroquial está dedicada a san Vicente. Aparece documentada en 1599 aunque el edificio actual es obra de una reforma o de una restauración realizada en 1702 en estilo neoclásico. Los retablos barrocos que se encontraban en el templo quedaron destruidos en 1936. 
En las afueras del pueblo, en una antigua cantera, se encuentra la ermita de santa Anna construida en 1424. Es de nave única con coro, y fue restaurada por completo en 1852. Sirvió como hospital de afectados por la peste en el siglo XVI. Durante la primera guerra carlista se utilizó como fortín militar.
Castellvell del Camp celebra su fiesta mayor en el mes de julio, coincidiendo con la festividad de santa Anna. La fiesta mayor de invierno tiene lugar el 22 de enero.
Con motivo de la independencia administrativa respecto a Reus en 1854, fue costumbre del pueblo de aquellos años y hasta la década de 1930 organizar la Fiesta de la Cornamenta, que consistía en hacer pagar a todo aquel que quisiera entrar al pueblo, el día de los Santos Inocentes, una cornamenta o prenda a cambio de beber mistela mientras se hacía una parrillada frente al portal. Por ello, en Reus se decía:

En el pueblo de Castellvell
todos son pequeños y malos
que nos hacen pagar la cornamenta
el día de los Santos Inocentes.